# Sergio Díaz Lazarte
Sergio Carlos Díaz Lazarte (Buenos Aires, Argentina, 4 de octubre de 1962) es un exfutbolista argentino, formó parte de varios clubes en Argentina, Chile, Colombia y México.

## Biografía
Volante ofensivo de excelente técnica, desplegó su talento en varios clubes a nivel profesional. Entre los que se cuentan Deportivo Independiente Medellín de Colombia; Huachipato, Cobreloa y Colo-Colo de Chile.
En su inicio en el fútbol profesional jugó en la segunda división argentina. Destacó en Banfield de donde pasó a San Lorenzo de Almagro. En 1984 viaja a Chile, donde jugó durante tres años en Huachipato, en 1987 pasa a Cobreloa y al año siguiente viaja a Colombia, regresando en 1989 a Chile para jugar en Colo-Colo. 
En Colo-Colo fue pieza fundamental de la obtención del Torneo 1989, jugando 28 partidos, completando 2520 minutos de juego, anotando 13 goles. También formó parte del plantel Campeón del Torneo 1990, jugando 6 partidos, 515 minutos y anotando 1 gol. En septiembre de 1990 es transferido al Necaxa mexicano.
Entre 1992 y 1993, juega en el Deportivo Quito de Ecuador, para terminar su carrera en Coquimbo Unido durante la temporada 1994.

## Clubes
| Club                   | País      | Año       |
| ---------------------- | --------- | --------- |
| Banfield               | Argentina | 1978-1983 |
| San Lorenzo            | Argentina | 1984      |
| Huachipato             | Chile     | 1984-1986 |
| Cobreloa               | Chile     | 1987-1988 |
| Independiente Medellín | Colombia  | 1988      |
| Colo-Colo              | Chile     | 1989-1990 |
| Necaxa                 | México    | 1990-1991 |
| Deportivo Quito        | Ecuador   | 1992-1993 |
| Coquimbo Unido         | Chile     | 1994      |

## Palmarés

### Campeonatos nacionales
| Título           | Equipo    | País  | Año  |
| ---------------- | --------- | ----- | ---- |
| Copa Chile       | Colo Colo | Chile | 1989 |
| Primera división | Colo Colo | Chile | 1989 |
| Copa Chile       | Colo Colo | Chile | 1990 |
| Primera división | Colo Colo | Chile | 1990 |